# Carl von Porenta

Carl von Porenta (1873)

Carl Porenta (*  17. Januar 1814 in Triest, Kaisertum Österreich; † 31. Januar 1898 in Triest, Österreich-Ungarn), ab 1866 Carl Ritter von Porenta, war ein slowenischer Jurist und Politiker, sowie Bürgermeister von Triest.

## Leben
Carl (auch Carlo, Karl oder Karol) war Sohn des aus Bischoflack (Škofja Loka) stammenden Simon Porenta. Nach dem Abitur in Ljubljana (1830) begann er ein Studium der Rechtswissenschaften und promovierte 1838 an der Universität Padua. 1861 wurde er erstmals Mitglied im Triester Stadtrat und von 1861 bis 1863 war er k. k. Oberlandesgerichtsrat. In den Jahren 1863 bis 1869 war er Bürgermeister (podestá) der Stadt Triest und 1861–1863 und 1873–1876 Mitglied des österreichischen Abgeordnetenhauses.
1866 erhielt das Ritterkreuz des Österreichisch-kaiserlichen Leopold-Ordens und wurde darauf 1867 in den Ritterstand erhoben. Carlo Porenta war der erste Bürgermeister Triests slowenischer Abstammung.